# Iglesia de San Lamberto (Münster)
La Iglesia de San Lamberto de Münster, en alemán Sankt Lamberti o simplemente Lambertkirche, es un ejemplo clásico de iglesia de salón columnaria de estilo gótico. Era la iglesia del mercado de la ciudad medieval. Ya en el año 1000 había una iglesia pequeña junto al mercado. La construcción del edificio presente fue iniciada en 1375. 
Una vez terminada de la Rebelión de Münster de 1534/35, los líderes de los anabaptistas fueron sentenciados a muerte y sus cadáveres fueron colgados en jaulas en la torre de la iglesia de San Lamberto.
En 1887, la torre estaba tan frágil, que fue demolida y sustituida por una torre más alta de estilo neogótico.
En esta iglesia el obispo Clemens von Galen pronunció un sermón el 3 de agosto de 1941 en el que denunció el asesinato de personas discapacitadas que estaban llevando a cabo los nazis (el programa tenía el nombre clave de Aktion T-4) que tuvo tanto impacto en la opinión pública que Adolf Hitler se vio obligado a suspender las matanzas.

## Galería

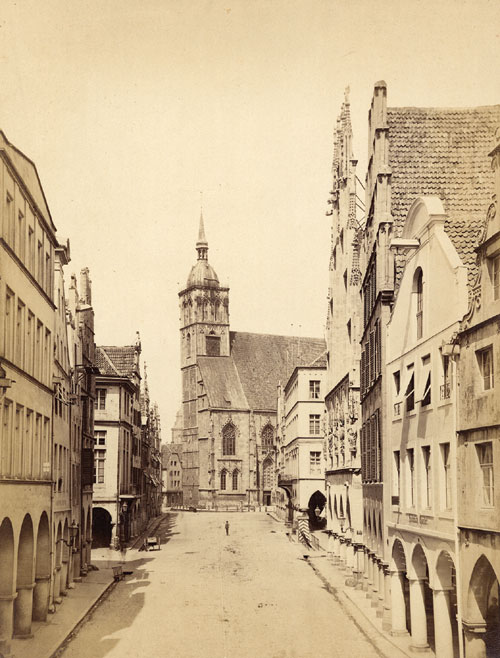
Iglesia de San Lamberto con la torre vieja
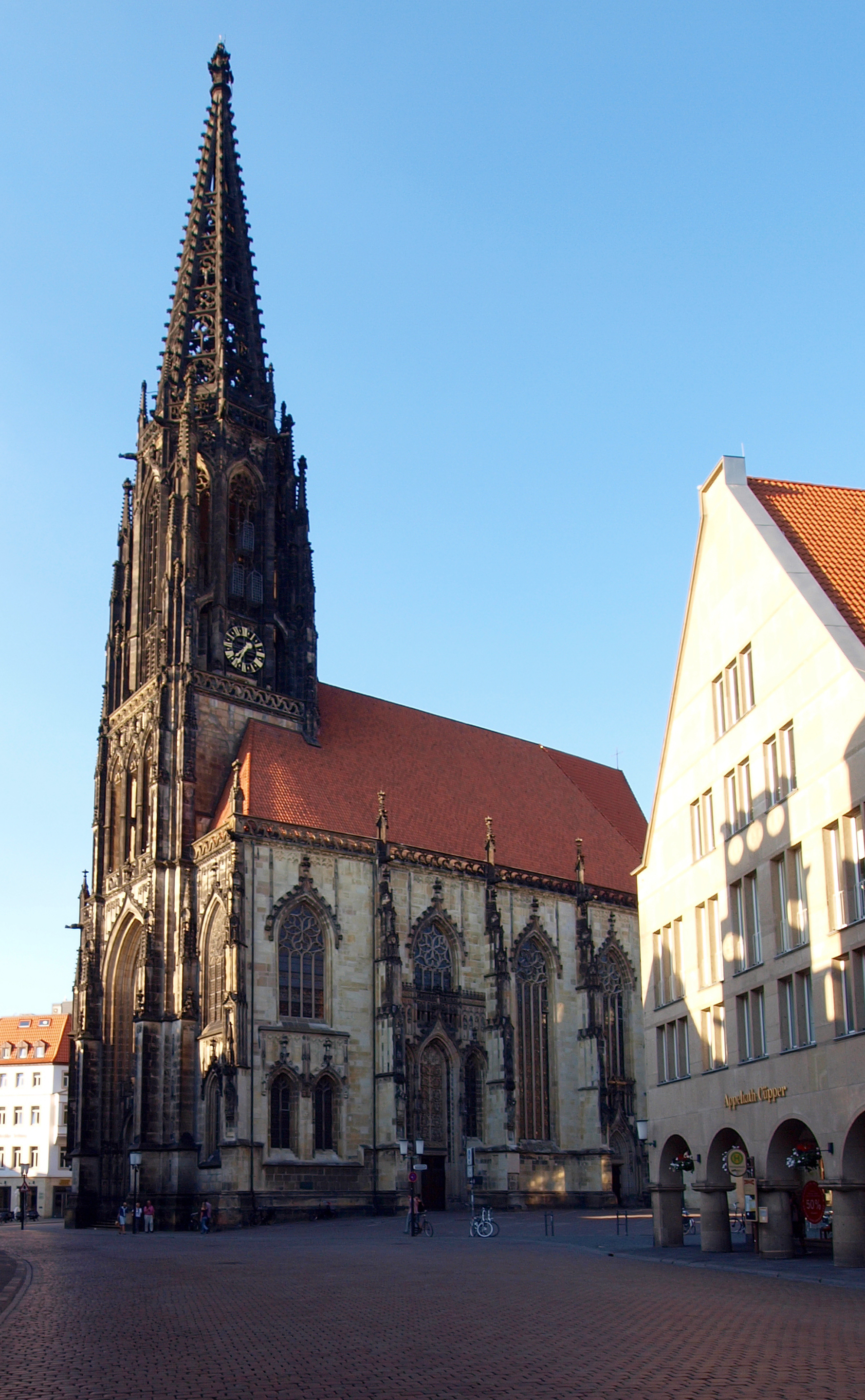
Iglesia de San Lamberto con la torre actual
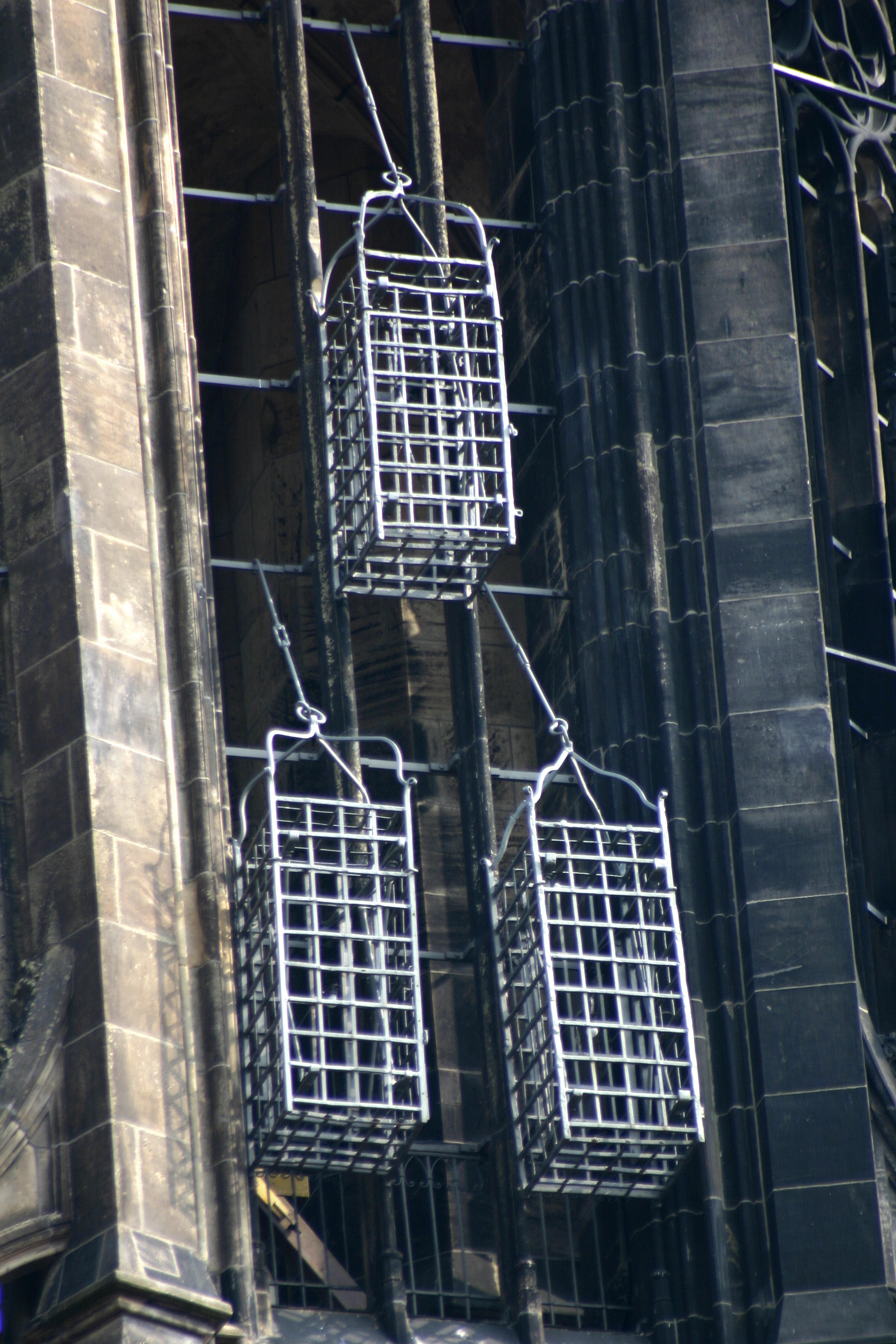
Jaulas de los líderes de la Rebelión de Münster
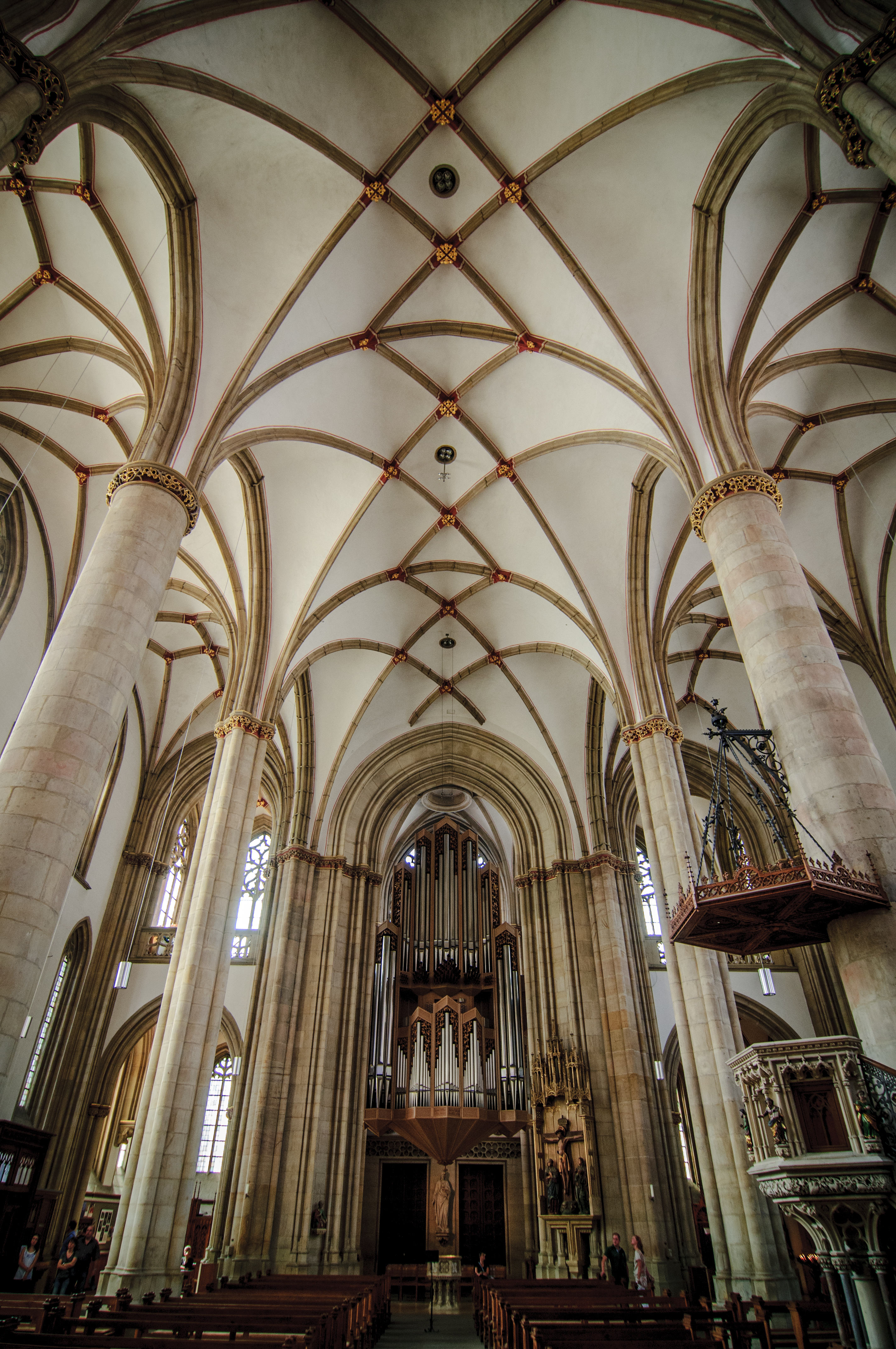
Iglesia de salón – naves de misma altura

## Fuente bibliográfica
- Hans Josef Böker: Die Marktpfarrkirche St. Lamberti zu Münster – Die Bau- und Restaurierungsgeschichte einer spätgotischen Stadtkirche, en el periódico Denkmalpflege und Forschung in Westfalen, libro 18, Bonn 1989.